# Zbigniew Kłopotowski
Zbigniew Kłopotowski (ur. 23 listopada 1922 w Płocku, zm. 31 października 2014 w Warszawie) – polski architekt.

## Życiorys

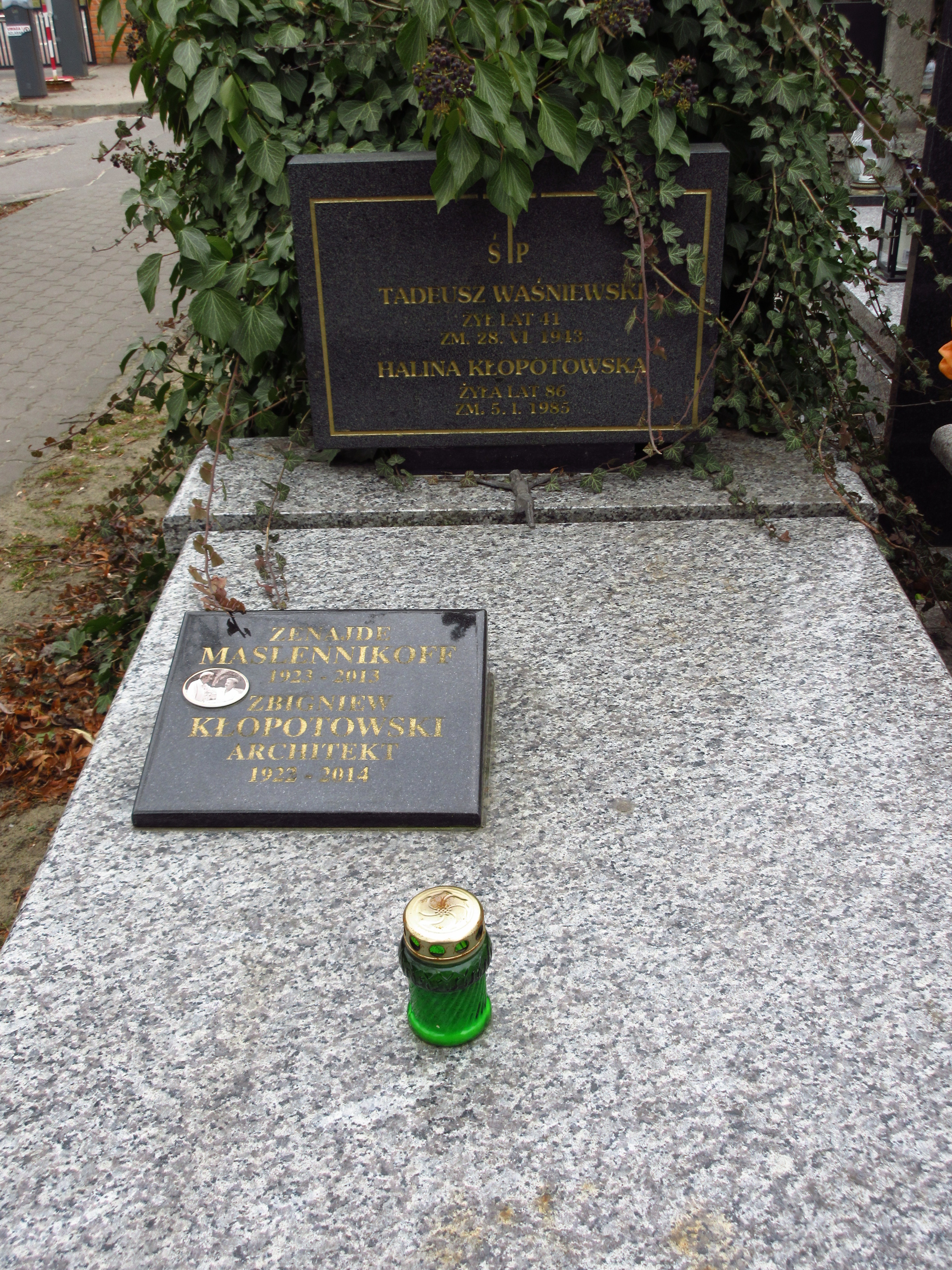
Grób Zbigniewa Kłopotowskiego na cmentarzu Bródnowskim

Studiował na Wydziale Architektury Politechniki Warszawskiej, dyplom ukończenia utrzymał w 1952. Pracował w zespole architektów w pracowni architektonicznej Zygmunta Stępińskiego, do której należeli m.in. Stanisław Kubicki, Andrzej Milewski i Grzegorz Chruścielewski. Na początku lat 60. XX w. wyjechał do Szwajcarii, pracował w Bernie i w biurze Payot w Genewie. Na dłużej osiadł we Francji, mieszkał i tworzył w Thonon-les-Bains, a następnie prowadził z Ryszardem Nowickim pracownię w Bonneville. Pochowany na cmentarzu Bródnowskim (kwatera 100A-5-1).

## Dorobek architektoniczny w Polsce
- Zabudowa osiedla Nowy Świat Wschód:
  - budynki przy ul. Konstantego Ildefonsa Gałczyńskiego 3,5,7,8,10,12 Osiedle Nowy Świat Wschód (1949) w zespole Zygmunta Stępińskiego, współpraca Stanisław Kubicki, Grzegorz Chruścielewski, Andrzej Milewski.